# يوجين روي
يوجين روي (بالفرنسية: Eugène Le Roy)‏ هو كاتب فرنسي ولد في حوتفرت يوم 29 نوفمبر 1836 وتوفي في مونتينا يوم 6 مايو 1907.

## أعمال
- طاحونة فرا 1891
- جاك ل كرقونة 1899
- نيست وميلو 1900